# Maglia di Mare Boreum
La maglia di Mare Boreum è la regione di Marte che occupa la zona a nord dei 65°  di latitudine.
Il suo nome deriva dal nome dato precedentemente a Planum Boreum, una grossa pianura circondante la calotta polare.
Nel 2008 il lander Phoenix atterrò in questa maglia, precisamente nel Vastitas Borealis ed esaminò alcuni campioni estratti dal suolo.